# Shenyang J-5
Shenyang J-5 (tiếng Trung: 歼击机-5; bính âm: Jianjiji-5; nghĩa đen 'Fighter-5', Thẩm Dương Tiêm-5), được định danh ban đầu là Dongfeng-101 - (Đông Phong-101), hay Type 56 trước khi được định danh J-5 vào năm 1964, là một loại máy bay tiêm kích/đánh chặn phản lực một chỗ do Trung Quốc chế tạo từ nguyên mẫu là loại máy bay Mikoyan-Gurevich MiG-17 của Liên Xô. J-5 có tên xuất khẩu là F-5. Tên định danh của NATO là "Fresco".
MiG-17 được Liên Xô cấp phép chế tạo tại Trung Quốc, Ba Lan và Đông Đức vào thập niên 1960, Không quân Quân giải phóng Nhân dân (PLAAF) bắt đầu nhận những chiếc máy bay tiêm kích MiG-17 Fresco-A do Liên Xô chế tạo dưới tên gọi J-5 vào đầu thập niên 1950. Với mục đích đưa vào các phương pháp sản xuất hiện đại vào nền công nghiệp Trung Quốc, PLAAF đã lên kế hoạch sản xuất phiên bản tiêm kích MiG-17F Fresco-C vào năm 1955, cùng với 2 mẫu đã hoàn thành và 15 bộ máy bay rời và một phần của 10 chiếc khác. Chiếc MiG-17F do Trung Quốc chế tạo đầu tiên (được đánh số Trung 0101), được sản xuất tại nhà máy Shenyang (Thẩm Dương), thực hiện chuyến bay đầu tiên vào ngày 19/7/1956, do phi công thử nghiệm là Wu Keming điều khiển.
Năm 1961, mẫu tiêm kích đánh chặn MiG-17PF được đưa vào sản xuất với tên gọi J-5A (F-5A). Vào thời điểm này Cách mạng Văn hóa đã ở đỉnh cao, gây ra nhiều gián đoạn cho các dự án kỹ thuật và công nghiệp, nên chiếc J-15A đầu tiên phải đến năm 1964 mới bay được, trong khi nó đã trở nên lỗi thời. Tổng cộng có 767 chiếc J-5 và J-5A được chế tạo đến khi dây chuyền ngừng sản xuất vào năm 1969.
Ngoài ra, Trung Quốc cũng chế tạo một phiên bản huấn luyện 2 chỗ của MiG-17 từ năm 1968, đặt tên là Chengdu JJ-5 (Jianjiji Jiaolianji - Fighter Trainer - FT-5),, chiếc máy bay này được cấu thành từ buồng lái 2 chỗ của MiG-15UTI, động cơ VK-1A của J-5 và thân của J-5A. Tất cả vũ khí trang bị bên trong đã bị bỏ đi và một khẩu pháo Nudelman-Richter NR-23 23 mm được giữ lại. Có tới 1.061 chiếc JJ-5 được sản xuất đến năm 1986, một số kiểu được xuất khẩu sang các quốc gia khác.

## Lịch sử hoạt động

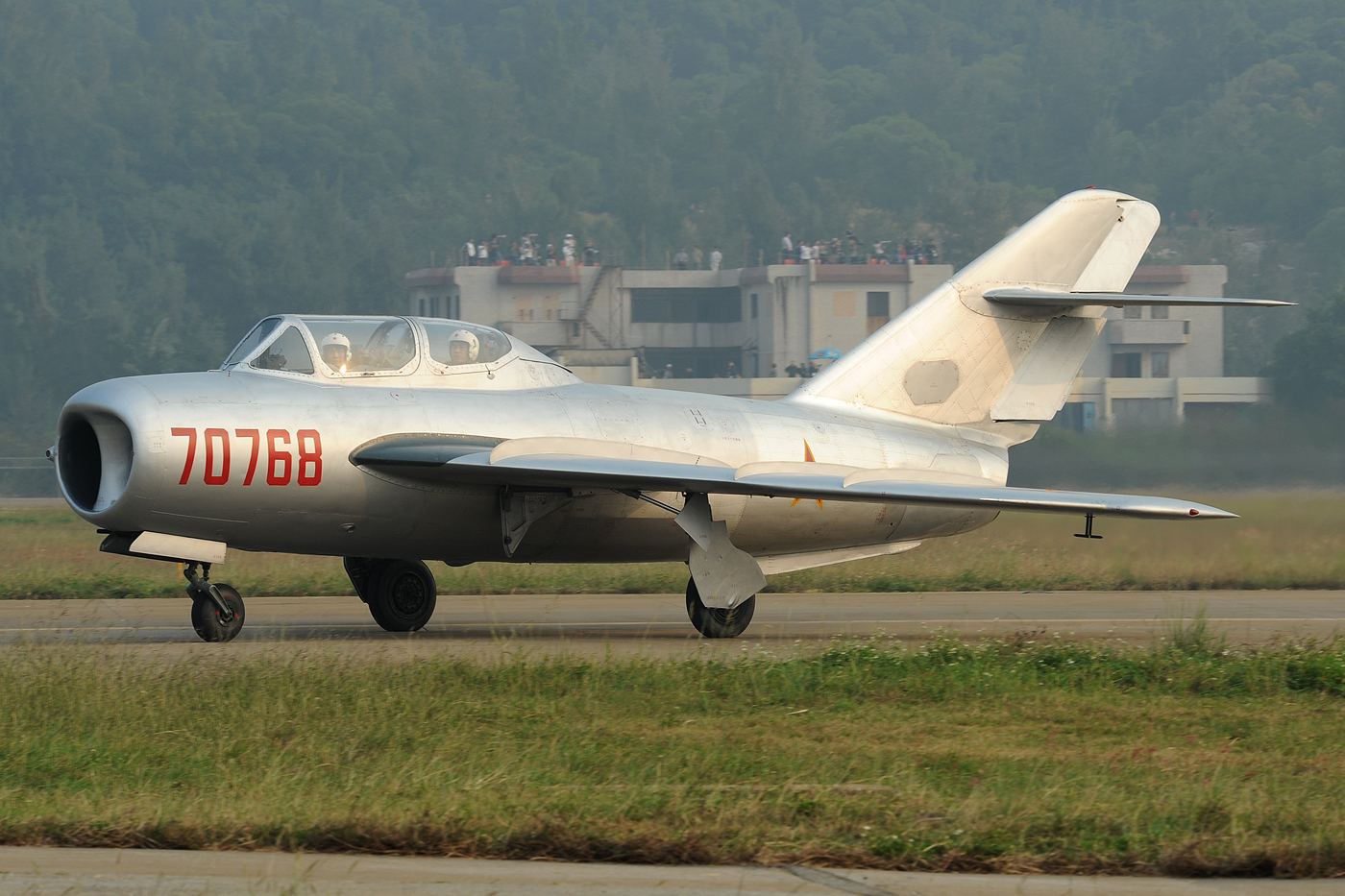
Máy bay huấn luyện 2 chỗ ngồi JJ-5 (sản xuất theo mẫu MiG-17UTI của Liên Xô)

J-5 và JJ-5 được PLAAF sử dụng rộng rãi cho đến khi những loại máy bay hiện đại hơn như Chengdu J-7 được đưa vào sử dụng. Một số lượng nhỏ JJ-5 vẫn còn phục vụ cho PLAAF. Trung Quốc, Pakistan và Zimbabwe hiện vẫn đang sử dụng các máy bay huấn luyện JJ-5. Loại J-5 một chỗ và MiG-17 của Liên Xô vẫn được sử dụng trong biên chế của không quân các nước Burkina Faso, Mali, Mozambique, Bắc Triều Tiên, Cộng hòa Congo, Somalia, Sudan, và Tanzania.

## Quốc gia sử dụng
Albania
- Không quân Albania

 Bangladesh
- Không quân Bangladesh

 Trung Quốc
- Không quân Quân giải phóng Nhân dân - J-5 ngừng hoạt động năm 1992. JJ-5 vẫn đang sử dụng.
- Không quân Hải quân Quân giải phóng Nhân dân - J-5 ngừng hoạt động năm 1992. JJ-5 vẫn đang sử dụng.

 CHDCND Triều Tiên
- Không quân Cộng hòa Dân chủ Nhân dân Triều Tiên -100 chiếc F-5 và 135 chiếc FT-5 huấn luyện vẫn đang được sử dụng(Tính đến  năm February 2011).[3]

 Pakistan
- Không quân Pakistan — 25 chiếc FT-5 huấn luyện vẫn đang sử dụng (Tính đến  năm February 2011).[3]

 Sri Lanka
- Không quân Sri Lanka

 Sudan
- Không quân Sudan

 Somalia
- Không quân Somali

 Tanzania
- Không quân Tanzania — sử dụng J-5 cho các nhiệm vụ cường kích trong suốt Chiến tranh Uganda-Tanzania. J-5 vẫn đang sử dụng.

 Hoa Kỳ
- Không quân Hoa Kỳ — trang bị một số để đánh giá.

 Việt Nam
- Không quân Nhân dân Việt Nam

 Zimbabwe
- Không quân Zimbabwe

## Biến thể
- Type 56 – tên gọi định danh trước khi đưa vào phục vụ của J-5.[1]
- Dongfeng-101 – tên định danh ban đầu của J-5.[1]
- Shenyang J-5 - (Jianjiji-5 – tiêm 5) mẫu máy bay một chỗ do Trung Quốc chế tạo được tái định danh năm 1964. 767 chiếc được chế tạo.[1]
- Shenyang J-5A – phiên bản MiG-17PF của Trung Quốc.[1]
- Chengdu JJ-5 - (Jianjiji Jiaolianji – huấn luyện tiêm kích) phiên bản huấn luyện 2 chỗ của J-5 được thiết kế và chế tạo bởi Chengdu Aircraft Corporation. Cấu thành từ động cơ J-5, thân của J-5A và buồng lái của JJ-2 (MiG-15UTI).[1] Export versions designated FT-5.
- Shenyang J-5 ném bom ngư lôi – một chiếc J-5 sửa đổi để mang một ngư lôi dưới thân, đề án này bị hủy bỏ.[1]

## Tính năng kỹ chiến thuật (J-5)
Dữ liệu lấy từ Gordon,Yefim & Komissarov, Dmitry. Chinese Aircraft. Hikoki Publications. Manchester. 2008. ISBN 9 781902 109046

### Đặc điểm riêng
- Tổ lái: (JJ/5 - 2) 1
- Chiều dài: (JJ-5 - 11.5 m/37 ft 9 in)(J-5A - 11.36 m/37 ft 4 in) 11.09 m (36 ft 5 in)
- Sải cánh: 9.628 m (31 ft 7 in)
- Chiều cao: 3.8 m (12 ft 5½ in)
- Diện tích cánh: 22.6 m2 (790 ft2)
- Trọng lượng rỗng: (JJ-5 - 4,080 kg / 8,994 lb) (J-5A - 4,151 kg / 9,151 lb) n.a. kg (n.a. lb)
- Tải trọng: (JJ-5 - 6,215 kg / 13,700 lb) 6,000 kg (13,230 lb)
- Động cơ: 1 × Wopen WP-5, (JJ-5(WP-5D) - lực đẩy 22.27 kN/5,000 lbf) 25.5 kN (5,730 lbf)

### Hiệu suất bay
- Vận tốc cực đại: 5,000 m (JJ-5 - 1,048 km/h / 651 mph)(J-5A - 1,145 km/h/711 mph) 1,130 km/h (702 mph)
- Tầm bay: với thùng dầu phụ 10,000 m (JJ-5 - 1,230 km/764 mi) (J-5A - 1,730 km/1,075 mi) 1,424 km (1,037 miles)
- Trần bay: (JJ-5 - 14,300 m/46,900 ft) (J-5A - 16,300 m/53,500 ft) 16,500 m (54,000 ft)
- Vận tốc lên cao: 5,000 m (JJ-5 - 27 m/s/5,315 ft/min) (J-5A - 55 m/s/10,830 ft/min) 65 m/s (12,795 ft/min)

### Vũ khí
- 1 pháo hàng không Type 37 37 mm
- 2 pháo hàng không Type 23-1 23 mm
- (JJ-5 - 1 x Type 23-1 23 mm)
- (J-5A - 3 x Type 23-1 23 mm)

### Máy bay có cùng sự phát triển
- Mikoyan-Gurevich MiG-15
- Mikoyan-Gurevich MiG-17
- PZL-Mielec Lim-6

### Máy bay có tính năng tương đương
- Dassault Mystère IV
- Hawker Hunter